# Dolors Mestre i Climent
Dolors Mestre i Climent (Sant Gervasi, 20 de març de 1873 - Reims, 1964) va ser la dona del filòleg català Pompeu Fabra.

## Biografia
Va ser filla de Josep Mestre i Morer, un ric farmacèutic amb alguna activitat política, i de la seva esposa, Filomena Climent i Heredero. Dolors Mestre i Pompeu Fabra es van conèixer a través de Jaume Baladia, mecenes i instructor d'esquí, amic de Pompeu. Jaume Baladia estava casat amb la germana gran de Dolors Mestre, Teresa. Dolors Mestre i Climent era cinc anys més jove que Fabra. Vivia a Sarrià –aleshores encara un poble veí, i no com ara un barri de Barcelona–, però havia nascut a Sant Gervasi, també abans de l'agregació, el dia 20 de març de 1873.
Dolors Mestre i Pompeu Fabra es van casar el dia 5 de setembre de 1902 a l'església de Sant Vicenç de Sarrià, poc abans que Pompeu Fabra comencés el curs a l'Escola d'Enginyers de Bilbao, on residia des de feia uns mesos. La parella es va quedar a viure a Bilbao durant 10 anys i hi van tenir tres filles: Carola (Bilbao, 1904-1998), Teresa (Bilbao, 1908-1948) i Dolors (Bilbao, 1912-1993).
El 1912, en tornar de Bilbao, es van traslladar a Badalona, una ciutat marinera ideal per a Teresa, la filla mitjana, a la qual, per la seva poca salut, els metges havien prescrit els aires i els banys de mar. Allí van establir la residència des del 1912 fins al 1939, en què van partir a l'exili.
Dolors Mestre es volia quedar a viure a Bilbao perquè allà gaudien d'una certa estabilitat econòmica que no volia posar en risc, ja que ella era qui es feia càrrec de l'economia familiar i tenia cura de les filles. Pompeu Fabra, en canvi, era una persona despresa que no donava gaire valor als diners, fet que amoïnava la Dolors.
Dolors Mestre i Climent va morir a Reims (França) l'any 1964, on vivia amb la seva filla Dolors i família.